# かっちぇる♪
『かっちぇる♪』は、かわくぼ香織による日本の漫画作品。『マガジンGREAT』（講談社）にて、2001年9月号から2005年7月号まで連載された。単行本は全6巻（講談社KC）。女子バレー部を舞台とした学園青春漫画。

## 作品概要
作者の連載デビュー作であり、出身地である長崎市を舞台にしている。それゆえに大多数の登場人物の台詞は長崎弁であり、標準語で話す登場人物は少ない。「かっちぇる」とは、長崎弁で「仲間に入れる」という意味である。
基本的には女子バレー部を舞台としているので、バレーに関する話も重要な要素となっているが、本質的には「女子バレー部に所属する面々のそれぞれの青春時代を描いた作品」と言った方がいいだろう。

## ストーリー
長崎県長崎市にある県立碧ヶ丘（みどりがおか）高校に通う杉山礼子は、不器用で引っ込み思案な性格ゆえに、冴えない学生生活を送っていたが、高校1年の1学期の球技大会のバレーボールで偶然見事なトスを決めたのを契機に、退屈な学生生活を変えようと、2学期から廃部状態だった女子バレー部の復活に乗り出す。

## 登場人物

### 県立碧ヶ丘高校
杉山礼子らが通う架空の県立高。愛称は碧高（へきこう）。部活では女子バスケ部が県大会を何度も制するほどの強豪である。長崎市立江平中学校がモデル。

#### 碧ヶ丘高校女子バレー部
かつては「バスケ部と対戦しても負けていた」と言われ、公式戦も20年連続未勝利と言う弱小チーム。礼子が入部した年は事実上廃部状態だった。しかし礼子たちなど一人、また一人と部員が増えていき、少ないながらも部員が揃い、悲願の公式戦初勝利を狙うようになっていく。また、強豪であるバスケ部との関係は良いものではなく、体育館の使用関連で揉める事もしばしば。

##### 初期からのメンバー
杉山礼子（すぎやま れいこ）
この物語の主人公。長身であるが、内気で引っ込み思案で、些細な事で落ち込みやすい性格。高校1年1学期の球技大会のバレーボールで偶然活躍した事から自信を持ち、廃部状態の女子バレー部に入部、全会一致でキャプテンに任命される。幾度も落ち込みながらも、選手としてもキャプテンとしても成長を重ねていく。気弱で消極的に見えるが、時折突拍子もない事をやることがあり、また本来は熱心で真面目な性格でもある。タケシとは幼馴染でいとこ同士。虫に強い。
身長175cm。6月6日生まれ。おひつじ座。A型。背番号2。
市川あゆ（いちかわ あゆ）
礼子とは対照的に明るいクラスの人気者で、友人も多い。さっぱりとした性格で気が強く、歯に衣着せぬ物言いが多い。退屈な生活（礼子からはそう見えなかったようだが）を変えるために入部。運動神経や身体能力は高く、バレー部でも選手として成長が早く、早くも主力の選手となった。テレビ出演経験のあるフードファイターを破るほどの痩せの大食い。ヨネを「ヨネっち」、すずかを「すずっぺ」と呼ぶ。タケシとは途中まで小学校の同級生で幼馴染同士だった。7歳下の弟がいる。
身長164cm。4月19日生まれ。牡牛座。O型。背番号1。
羽柴ヨネ（はしば ヨネ）
子供の頃からバレー一筋で、一選手としては申し分ない実力の持ち主。クールで厳格だが冷淡ではない、不器用な性格。タケシとは同じ中学。中学時代は一時期女子バレー部のキャプテンを務めたが、あまりにも厳くしすぎた為に他の部員との軋轢を招き、半ば追い出される形で退部した過去がある。以後、バレーが嫌いになっていたが、文化祭での出来事を経て入部。授業とバレーをやっている時以外はMDプレイヤーで音楽を聴いている。料理が上手い。途中から、「怒ると頭から蛇が出る」という表現が付け加えられた。年齢の離れた妹・まい子（後述）がいる。
身長166cm。9月15日生まれ。乙女座。AB型。背番号4。
大山幸恵（おおやま ゆきえ）
アニメや漫画が好きで、自分でも漫画を描き、時折同人活動をしている。一旦のめり込むと、周囲が見えなくなる性格。眼鏡をかけている。入部理由はバレー部の雰囲気が好きな漫画のそれに似ているから。時折、アニメや漫画のキャラクターの口癖や必殺技を出すこともある。同人仲間からは「隊長」と呼ばれ、また同人活動は姉の影響からだと思われる。あゆからは「オタク」「アニマー」と呼ばれている。すずかとは親友同士。
身長160cm。2月3日生まれ。水瓶座。B型。背番号3。
八田すずか（はった すずか）
幸恵の親友で、一緒に入部。明るく天真爛漫で、人を疑う事を知らない所がある。思い切りの良さで成長し、早いうちに活躍。実家は大衆食堂「八ちゃん」。厳格な父親と大らかな母親がいる。
身長161cm。7月25日生まれ。獅子座。O型。背番号5。
松田かりん（まつだ かりん）
東京育ちのお嬢様で、社交的な笑顔の持ち主だが、その一方でなかなか人と打ち解けない部分がある。人の言う事を逆に取る所がある。合宿の時は、別荘を提供したりする。ファッションセンスはいい。登場人物の中では、標準語で喋る数少ない人物。
身長156cm。3月10日生まれ。魚座。A型。背番号6。
城之内タケシ（じょうのうち タケシ）
礼子の幼馴染で、従兄弟。実家は神社。中学時代はバレー部所属。本来は写真部に所属しているが、縁あって女子バレー部のマネージャーやコーチをしている。真面目で心優しい性格で、礼子の長所や本来の性格を知る数少ない理解者的な存在であると共に、小学生時代の同級生だったあゆ、中学時代の同級生だったヨネなどの理解者でもある。小学生時代は眼鏡をかけていた。

##### 途中加入のメンバー
小鳥遊百合（たかなし ゆり）
秋の新人戦前から入部。独特の雰囲気を漂わせる、人物鑑識眼と事の本質を見極める眼力の持ち主。図書委員。正論を言うが、デリカシーに欠けている所があり、「デリナシ（デリカシー＋小鳥遊をかけて）」と反発を招く事もある。学年上位の学業成績を誇るが、その反面体力は無いに等しく、嘔吐する危険性もあるので、ランニングには参加できない。しかしレシーブに関しての飲み込みは早く、本人の努力もあって、貴重な戦力となる。背番号7。
近藤麻奈（こんどう まな）
礼子たちより学年は1つ下。中学時代は手芸部だったが、小学生時代は「控え選手になるだけでも競争率が高い」女子バレーの強豪ジュニアクラブの控え選手。そしてそのまま即戦力になった。時折、眼鏡をかけていることもある。背番号8。

#### 碧ヶ丘高校の職員、生徒
福美富子（ふくみ とみこ）
女子バレー部の顧問で音楽の教師。女子バレー部OG。気さくで大らかな人。どちらかというと、部員の自主性を重んじている方。
大石
中年の男性教諭で数学教師。2年の頃からは礼子の担任も務める。非常に厳格な性格で、常に「ダメ人間」と詰られている礼子にとっては「天敵」。また、それ以外の生徒や福美先生からも苦手とされており、その顔立ちから「馬」と陰口を叩かれている。しかしその一方で、生徒のことを真剣に考えており、2年の時は受け持ちとなった礼子との2者面談では彼女の成長を感じ取り、認めたりする所もある。
水島健三郎（みずしま けんざぶろう）
タケシの親友で、暇さえあれば女子バレー部に出入りしている陽気で軽いプレイボーイ。「ゴリ島」、或いは一時期の髪型から「エセベッカム」と呼ばれる事もある。不良グループのメンバーから恐れられているフシがある事などから、決して素行は良いわけではないが、彼等に絡まれている礼子を助ける男気は持ち合わせている。
西島加代（にしじま かよ）
礼子と同じクラスの女生徒。おっとりとした雰囲気を持っているが、かなり肝の据わったところがある。一時期、伝説のヤンキー「ヤマウチ」に憧れて不良グループに入ったが、ヤマウチの今の姿を見て失望。元に戻った。水島に気がある模様。
田中マキ、秋本直子
礼子と共にバレー部に入部したが、一日で退部した。
戸浦之宣（とうら ゆきのぶ）
すずかが片想いした2学年上の上級生。図書委員なので、小鳥遊とも面識あり。実家は開業医で、上の兄弟は医大生。しかし音楽の道を志していた為に、家族とは対立していた。最後は勘当同然で長崎を離れて、東京へと発った。
前原、佐藤
麻奈の同級生で、友人。麻奈と共に女子バレー部の見学に訪れたものの、入部には至らなかった。その後も麻奈との関係は続いている模様。

#### 女子バレー部員の家族など
羽柴まい子
羽柴ヨネの幼い妹。幼いながらも不器用で人付き合いが苦手な姉の事を案じている。姉が未だにバレーボールに未練がある事を知っており、文化祭の時に一計を案じて姉にバレーボールへの復帰をさせた、姉想いの妹。
城ノ内の祖父
城ノ内タケシの祖父で、礼子にとっては大叔父にあたる。神社の神主で、書道教室の先生でもある。孫が神社を継いでくれる事を願っているフシがある。
大山幸恵の母
娘同様眼鏡をかけており、漫画やアニメに没頭して勉強がなおざりになっているのではと、幸恵の事を常に心配している。
大山幸恵の姉
台詞の中だけで、本編未登場。作中で、大学生から社会人（OL）になっている。妹を同人活動に誘ったと思われる存在。成績はかなり優秀だった。
八田すずかの父
大衆食堂「八ちゃん」の主。娘に対して口うるさく厳しい所があるものの、それは娘の事を人一倍想っているからこその事であり、親子仲は良い。
市川あゆの弟
年齢相応に容赦ない部分を持ち合わせており、生意気な事を姉に言っては、返り討ちに遭っている。7歳下で、登場した時は小学4年生（姉が進級しているので）。

### 他校

#### 長崎南台高校
碧高バレー部が初めての練習試合に挑んだ相手で、最低でも県大会出場を目指すと言う強豪チーム。後に碧高の初の公式戦となる秋の新人戦でも対戦することになる。

##### 長崎南台高校女子バレー部と関係者
監督
強豪チームである部の監督で、中年の男性。練習試合ではあまりにも不甲斐ない碧高バレー部に呆れ果て、「練習にならない」と試合放棄。礼子に対しては部の弱点と見て、「狙っていけ」と指示をした。しかし秋の新人戦で再び相見えた時には、自分達に敗れこそしたものの、碧高バレー部が、そして礼子ら各選手が格段に成長した事を見て取り、試合終了後に挨拶に現れた礼子達に敬意を表した。
田中
長崎南台の選手。ヨネとは中学時代のチームメイトだったが、そのヨネと対立した末に追い出した過去がある。背番号8。また、背番号7の選手も彼女と同じく、ヨネとは中学時代のチームメイトだった。

#### 玉川高校
ここ数年間において最弱と言われ、碧高に対して「ビリ決定戦」との事で練習試合を申し込んできたチーム。この時は碧高に敗退するものの、定期的に練習試合の相手となる約束を交わす。その後の秋の新人戦では見事に初戦突破を果たす。

##### 玉川高校女子バレー部と関係者
滝川
温厚で心の広い、26歳くらいの若い顧問。タケシやヨネの中学で実習生として赴任した際に女子バレー部の臨時顧問をしたことがあり、その人柄などから人気があった。実はヨネにとっては片想いの相手でもあり、バックアタックを伝授した。生徒をあだ名で呼び、ヨネは中学時代「ヨネ助」と呼ばれていた。奥さんがいる。学校の中でも迷うほどの方向音痴。

### その他の人々
ヤマウチ
碧高のOBで、伝説のヤンキーと呼ばれ、恐れられていた男。その学生時代が伝説となり、一部でカリスマとなり、西島加代などがその信者となっていた。しかし、現在の彼は一介のサラリーマンで、妻子ある男だった。
奥山
タケシやあゆの小学校時代の同級生で、いつもタケシをいじめていた乱暴者。しかしあゆを侮辱したことで、激昂したタケシによって倒された。